# Хомец-Брдо
Хомец-Брдо (словен. Homec–Brdo) је некадашње насељено место у општини Речица об Савињи, Савињска регија, Словенија.

## Историја
До територијалне реорганизације у Словенији било је у саставу старе општине Мозирје. 1994. године насеље је укинуто и подељено на два нова насеља, Брдо (општина Назарје) и Хомец (општина Речица об Савињи).

## Становништво
| Број становника према пописима |
| ------------------------------ |
| 1991                           |
| 131                            |

Напомена: Године 1953. повећано за насеље Бела, које је укинуто. Године 1994. укинут и подељен на два нова самостална насеља Брдо и Хомец.